# VMPC
VMPC (ang. Variably Modified Permutation Composition; zmiennie modyfikowane złożenie permutacji) – funkcja oraz algorytm szyfrowania opracowane przez Bartosza Żółtaka i opublikowane przez autora na międzynarodowej konferencji kryptograficznej Fast Software Encryption w 2004 (FSE 2004).
Definicja funkcji VMPC dla n-elementowej permutacji f jest następująca:
{\displaystyle g(x)=\operatorname {VMPC} (f(x))=f(f(f(x))+1){\pmod {n}}.}
Przekształcenie to – mimo prostej budowy – okazuje się trudne do odwrócenia. Symulacje komputerowe pokazują, że znalezienie permutacji f na podstawie permutacji g dla 16-elementowej permutacji zajmuje około 211 operacji (ok. 2000), dla 64-elementowej permutacji – około 253 operacji (ok. 9 biliardów), a dla 256-elementowej permutacji – około 2260 operacji.
Wraz z funkcją VMPC na konferencji FSE 2004 opublikowany został algorytm szyfrowania danych bazujący na funkcji VMPC. Jest to szyfr strumieniowy charakteryzujący się dużą wydajnością w implementacjach programowych. Jego budowa – podobnie jak funkcji VMPC – jest bardzo prosta. Algorytm działania szyfru VMPC pozwalający zaszyfrować L-znakową (bajtową) informację przedstawia się następująco:
```
1. n = 0
2. Powtarzaj kroki 3-6 L razy:
3. s = P[ (s + P[n]) mod 256 ]
4. Output = P[ (P[P[s]]+1) mod 256 ]
5. Temp = P[n]
   P[n] = P[s]
   P[s] = Temp
6. n = (n + 1) mod 256

```

gdzie P (256-elementowa permutacja) i s (1-bajtowa zmienna) są uzyskane z hasła szyfrującego przy użyciu VMPC-KSA (VMPC Key Scheduling Algorithm). Implementację VMPC-KSA, a także algorytmu VMPC-MAC, pozwalającego na tworzenie kodów uwierzytelniających wiadomość (Message Authentication Code) dla danych szyfrowanych szyfrem VMPC, można znaleźć na stronie domowej projektu VMPC.

## Bezpieczeństwo VMPC
W 2006 roku w Cambridge University Dr Kamil Kulesza pracował nad problemem odwrócenia VMPC i doszedł do konkluzji: „wyniki wskazują, że VMPC nie jest obecnie dobrym kandydatem na jednokierunkową funkcję kryptograficzną” Podstawą do takiej konkluzji jest:
- istnienie kluczy, które mogą być odwrócone w czasie liniowym
- istnienie kluczy słabych dla których wystarczy odgadnięcie dużej części wartości
- VMPC nie jest zawsze funkcją różnowartościową
- otwarta możliwość znalezienia kolejnych zbiorów słabych kluczy innymi metodami i nadal mała ilość badań na tym polu
- istnienie ataków opartych o kryptoanalizę dużych zbiorów zaszyfrowanych danych[2]

Brak jest jednak informacji o znalezieniu ogólnego rozwiązania problemu odwrócenia funkcji VMPC dla dowolnych kluczy.
W latach 2005–2015 pojawiały się prace opisujące kolejne ataki na VMPC skupiające się na analizie kryptograficznej i korelacjach w generowanym zaszyfrowanym ciągu bajtów odbiegającym nieznacznie od ciągu rzeczywiście losowego. W realnym zastosowaniu do łamania szyfru wymagają one jednak dużej ilości zaszyfrowanych danych z użyciem tego samego klucza i powtarzającą się znaną atakującemu częścią bajtów. Podobnie jak przy szyfrze RC4 oznacza to niebezpieczeństwo dla niektórych zastosowań. Przykładem podatnego na atak zastosowania może być szyfrowanie protokołu z kapsułkowaniem danych, w którym pierwszy bajt lub kilka bajtów jest publicznie znanych. Opracowane metody ataku są bardzo zbliżone w tym przypadku do stosowanych w atakach na sieci bezprzewodowe w standardzie WEP, w którym pierwszy bajt jest znany ze względu na kapsułkowanie LLC.